# Jevgenija Sečenova
Jevgenija Ivanovna Sečenova (rusko Евгения Ивановна Сеченова), ruska atletinja, * 17. avgust 1918, Sevastopol, Sovjetska zveza, † 25. junij 1990, Moskva.
Nastopila je na olimpijskih igrah leta 1952 in osvojila četrto mesto v štafeti 4×100 m, v teku na 200 m se je uvrstila v polfinale. Na evropskih prvenstvih v letih 1946 in 1950 je osvojila zlato in srebrno medaljo v teku na 100 m in teku na 200 m ter bronasti medaljo v štafeti 4x100 m.